# No Sleep till Brooklyn
No Sleep till Brooklyn è un singolo del gruppo musicale statunitense Beastie Boys, pubblicato nel 1987 come estratto dal primo album in studio Licensed to Ill.

## Descrizione
La canzone è presente nella colonna sonora nel film Giustizia a tutti i costi con Steven Seagal. È stata inclusa anche nel videogioco Guitar Hero World Tour.
La canzone è presente nel film d'animazione del 2016 Pets - Vita da animali, nel film d'animazione del 2023 Super Mario Bros - Il Film e nel film Guardiani della Galassia Vol. 3 del 2023.
Inoltre, è stata usata nel mondo del wrestling dai The Full Blooded Italians per il loro ingresso.

## Video musicale
Nel video musicale appare anche il chitarrista degli Slayer Kerry King, che contribuì anche ad eseguire un riff e un assolo nel brano.

## Classifiche
| Classifica (1987) | Posizione massima |
| ----------------- | ----------------- |
| Germania          | 46                |
| Regno Unito       | 14                |